# F.O.D. (Fuck of Death)
F.O.D. (Fuck of Death) — песня британской индастриал-метал группы Godflesh, вышедшая в качестве промосингла 3 ноября 2013 года. Это первый релиз группы за 12 лет, после их последнего альбома «Hymns», и первый после воссоединения группы в 2010 году. Песня является кавер-версией песни группы Slaughter.

## Релиз
О решении группы выпустить кавер-песню в виде сингла, Джастин Бродрик говорил в интервью «MetalSucks»:
Это песню, я и Бен, полюбили тех пор, как вышел альбом. Я люблю «Slaughter», в своё время на них оказали влияние «Celtic Frost». Я люблю «Celtic Frost» и подавляющее большинство команд, на которых они оказали влияние; мне, например, так же нравятся «Obituary»! Мы всегда считали , что «F.O.D» была в каким-то странном виде очень похожей на песню «Godflesh». Жестокой и  минималистичной, без каких-либо  лишних эффектов.
Сингл был выпущен ограниченным тиражом виде гибкого винила и был вложен в номер журнала Decibel за октябрь 2013 года.  Песня так была выложена на сайте Soundcloud для свободного прослушивания. Во время печати, множество копий гибкого диска с записью песни было случайно уничтожено. Впоследствии всем подписчикам журнала по почте были отправлены новые копии диска.

## Список композиций
| №  | Название                   | Длительность |
| -- | -------------------------- | ------------ |
| 1. | ««F.O.D. (Fuck of Death)»» | 4:01         |

## Участники записи
- Джастин Бродрик (Justin Broadrick) — вокал, электрогитара, продюсирование
- Бен Грин (G. C. Green) — бас-гитара